# Tylophora japonica
Tylophora japonica är en oleanderväxtart som beskrevs av Friedrich Anton Wilhelm Miquel. Tylophora japonica ingår i släktet Tylophora och familjen oleanderväxter. Inga underarter finns listade i Catalogue of Life.